# Ланденульф II (князь Капуи)
Ланденульф II (убит в 993) — князь Капуи в 982—993 годах.
Ланденульф II был одним из младших сыновей Пандульфа Железной Головы, младшим братом и преемником Ландульфа VI на капуанском престоле. Вплоть до 992 года он правил под регентством своей матери Алоары. В Пасху 993 года Ланденульф II был убит заговорщиками, вдохновлёнными графом Теано Лайдульфом, ещё одним сыном Пандульфа. Похоронен в церкви Сан-Бенедетто в Капуе.